# Te Anau
Te Anau är en turistort (stad) i Fiordland i Nya Zeeland, i sydvästra delen av Sydön. Den hade 2 538 invånare 2018 och ligger på östra stranden av sjön Te Anau.